# Ahmed Zarrouk (1963)
Pour les articles homonymes, voir Ahmed Zarrouk.
Ahmed Zarrouk (arabe : أحمد زروق), né en 1963 à Sousse, est un juriste et homme politique tunisien.

## Biographie

### Études
En 1986, Ahmed Zarrouk obtient une licence de droit public de la faculté de droit et des sciences politiques de l'université de Tunis - El Manar. En 1990, il reçoit le diplôme du cycle supérieur de l'École nationale d'administration. Il est aussi diplômé de l'Institut de défense nationale (promotion 2004) et du cycle de formation intensive sur la paix de l'Institut international de recherches pour la paix à Genève (Suisse).

### Carrière professionnelle
En 1999, Zarrouk est chargé de mission au cabinet du Premier ministre, puis il est nommé président de chambre au Tribunal administratif. En 2002, il devient directeur général des services administratifs et de la fonction publique au Premier ministère puis, en 2011, président de l'Instance générale de la fonction publique.
En 2012, il devient président-directeur général de l'Imprimerie officielle de la République tunisienne.
Le 6 février 2015, il est nommé ministre auprès du chef du gouvernement chargé du secrétariat général du gouvernement dans le gouvernement Essid. À ce titre, il est aussi porte-parole du gouvernement, avant d'être remplacé à ce poste de porte-parole, lors du remaniement du 6 janvier 2016, par Khaled Chouket.
Le 22 juin 2017, il est nommé conseiller auprès du chef du gouvernement Youssef Chahed chargé de la fonction publique, de la gouvernance et de la réforme administrative.

### Vie privée
Zarrouk est marié et père de trois enfants.